# Mont-Ormel
Mont-Ormel ([mɔ̃.t‿ɔʁmɛl] ⓘ) ist eine französische Gemeinde mit 49 Einwohnern (Stand: 1. Januar 2022) im Département Orne in der Region Normandie (vor 2016 Basse-Normandie). Sie gehört zum Arrondissement Argentan und ist Mitglied im Gemeindeverband Terres d’Argentan Interco. Die Einwohner werden Mont-Ormellois und Mont-Ormelloises genannt.

## Geografie

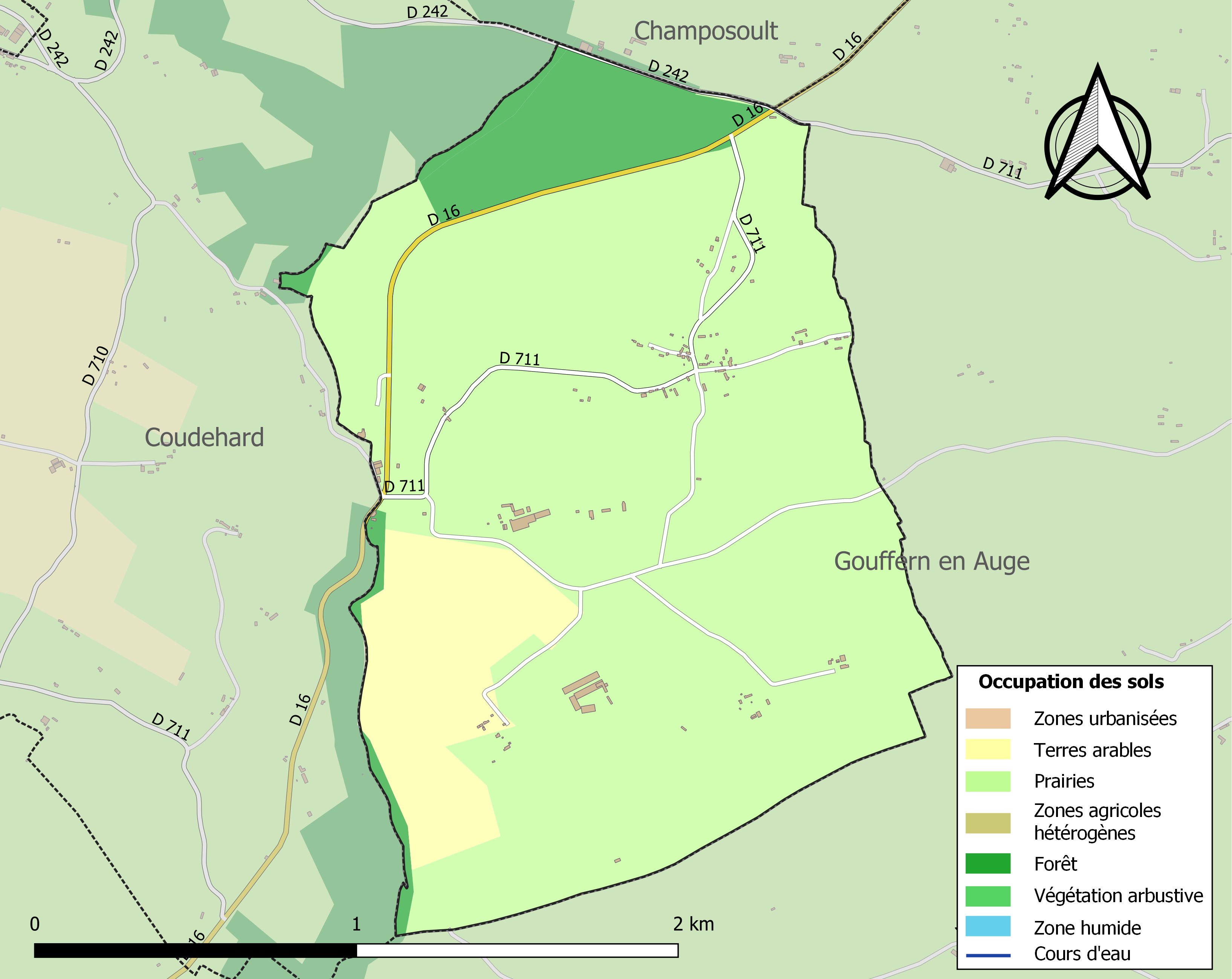
Bodennutzung und Infrastruktur der Gemeinde (2018)

Mont-Ormel liegt im Süden der Région naturelle Pays d’Auge, etwa 16 Kilometer nordöstlich von Argentan und etwa 46 Kilometer nordnordöstlich von Alençon. Die Gemeinde hat kein ausgesprochenes Zentrum. Das Bürgermeisteramt befindet sich im Weiler La Panthelière. Das Gemeindegebiet wird neben verschieden kleineren Bächen vom Ruisseau de Mont-Ormel entwässert, der hier entspringt und in nordöstlicher Richtung die Gemeinde durchströmt. Der Standort des Bürgermeisteramts liegt am Hang der beginnenden Schichtstufenlandschaft des Pays d’Auge auf einer Höhe von etwa 255 m. Diese überzieht das südliche, westliche und nördliche Gemeindegebiet und erreicht im Westen an der Grenze zur Nachbargemeinde Coudehard mit dem Mont Ormel, der der Kommune ihren Namen gab, eine Höhe von 262 m.
Teile des Gebiets von Mont-Ormel gehören zu den ZNIEFF-Naturzonen „Cuesta du Pays d’Auge“ (250008490) und „Haute-Vallée de la Vie“ (250008492). Rund 92 % der Fläche der Gemeinde werden landwirtschaftlich genutzt, hauptsächlich als Grünland, 8 % sind bewaldet, insbesondere im Norden und an der westlichen Gemeindegrenze (Stand: 2018).
Umgeben wird Mont-Ormel von den Nachbargemeinden Champosoult im Norden, Gouffern en Auge im Süden und Osten sowie Coudehard im Westen und Nordwesten.

## Bevölkerungsentwicklung
| Mont-Ormel: Einwohnerzahlen von 1793 bis 2020                                                                              | Mont-Ormel: Einwohnerzahlen von 1793 bis 2020 | Mont-Ormel: Einwohnerzahlen von 1793 bis 2020 | Mont-Ormel: Einwohnerzahlen von 1793 bis 2020 | Mont-Ormel: Einwohnerzahlen von 1793 bis 2020 |
| --- | --------------------------------------------- | --------------------------------------------- | --------------------------------------------- | --------------------------------------------- |
| Jahr |                                               |                                               |                                               | Einwohner                                     |
| 1793 | 1793                                          |                                               | 244                                           | 244                                           |
| 1800 | 1800                                          |                                               | 226                                           | 226                                           |
| 1806 | 1806                                          |                                               | 262                                           | 262                                           |
| 1821 | 1821                                          |                                               | 239                                           | 239                                           |
| 1836 | 1836                                          |                                               | 221                                           | 221                                           |
| 1841 | 1841                                          |                                               | 231                                           | 231                                           |
| 1846 | 1846                                          |                                               | 236                                           | 236                                           |
| 1851 | 1851                                          |                                               | 205                                           | 205                                           |
| 1856 | 1856                                          |                                               | 169                                           | 169                                           |
| 1861 | 1861                                          |                                               | 165                                           | 165                                           |
| 1866 | 1866                                          |                                               | 134                                           | 134                                           |
| 1872 | 1872                                          |                                               | 133                                           | 133                                           |
| 1876 | 1876                                          |                                               | 130                                           | 130                                           |
| 1881 | 1881                                          |                                               | 129                                           | 129                                           |
| 1886 | 1886                                          |                                               | 116                                           | 116                                           |
| 1891 | 1891                                          |                                               | 116                                           | 116                                           |
| 1896 | 1896                                          |                                               | 113                                           | 113                                           |
| 1901 | 1901                                          |                                               | 119                                           | 119                                           |
| 1906 | 1906                                          |                                               | 109                                           | 109                                           |
| 1911 | 1911                                          |                                               | 86                                            | 86                                            |
| 1921 | 1921                                          |                                               | 83                                            | 83                                            |
| 1926 | 1926                                          |                                               | 108                                           | 108                                           |
| 1931 | 1931                                          |                                               | 92                                            | 92                                            |
| 1936 | 1936                                          |                                               | 100                                           | 100                                           |
| 1946 | 1946                                          |                                               | 90                                            | 90                                            |
| 1954 | 1954                                          |                                               | 98                                            | 98                                            |
| 1962 | 1962                                          |                                               | 79                                            | 79                                            |
| 1968 | 1968                                          |                                               | 67                                            | 67                                            |
| 1975 | 1975                                          |                                               | 65                                            | 65                                            |
| 1982 | 1982                                          |                                               | 66                                            | 66                                            |
| 1990 | 1990                                          |                                               | 47                                            | 47                                            |
| 1999 | 1999                                          |                                               | 50                                            | 50                                            |
| 2006 | 2006                                          |                                               | 55                                            | 55                                            |
| 2013 | 2013                                          |                                               | 58                                            | 58                                            |
| 2020 | 2020                                          |                                               | 49                                            | 49                                            |
| Quelle(n): EHESS/Cassini bis 1999, INSEE ab 2006 Anmerkung(en): Ab 1962 offizielle Zahlen ohne Einwohner mit Zweitwohnsitz |                                               |                                               |                                               |                                               |

## Sehenswürdigkeiten
- Pfarrkirche Notre-Dame, errichtet 1777, im 19. Jahrhundert umgestaltet
- Mahnmal von Coudehard-Montormel auf dem Gebiet der Nachbargemeinde Coudehard zur Erinnerung an die letzte Schlacht bei der Rückeroberung der Normandie (Schlacht um den Kessel von Falaise), 1994 eröffnet
- Herrenhaus am Lieu-dit Le Manoir aus dem Ende des 18. Jahrhunderts
- Herrenhaus am Lieu-dit Le Logis aus dem 17. Jahrhundert

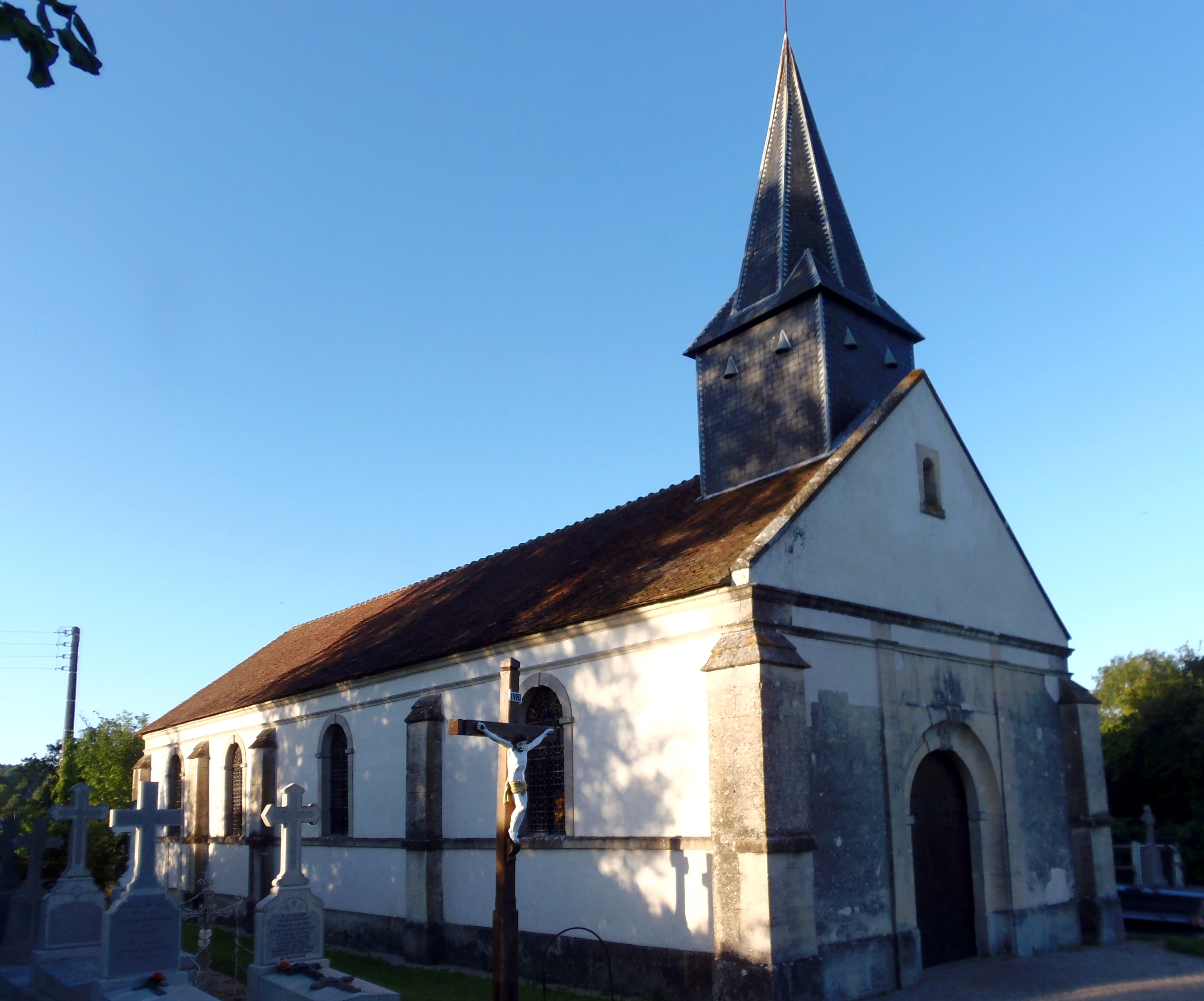
Pfarrkirche Notre-Dame
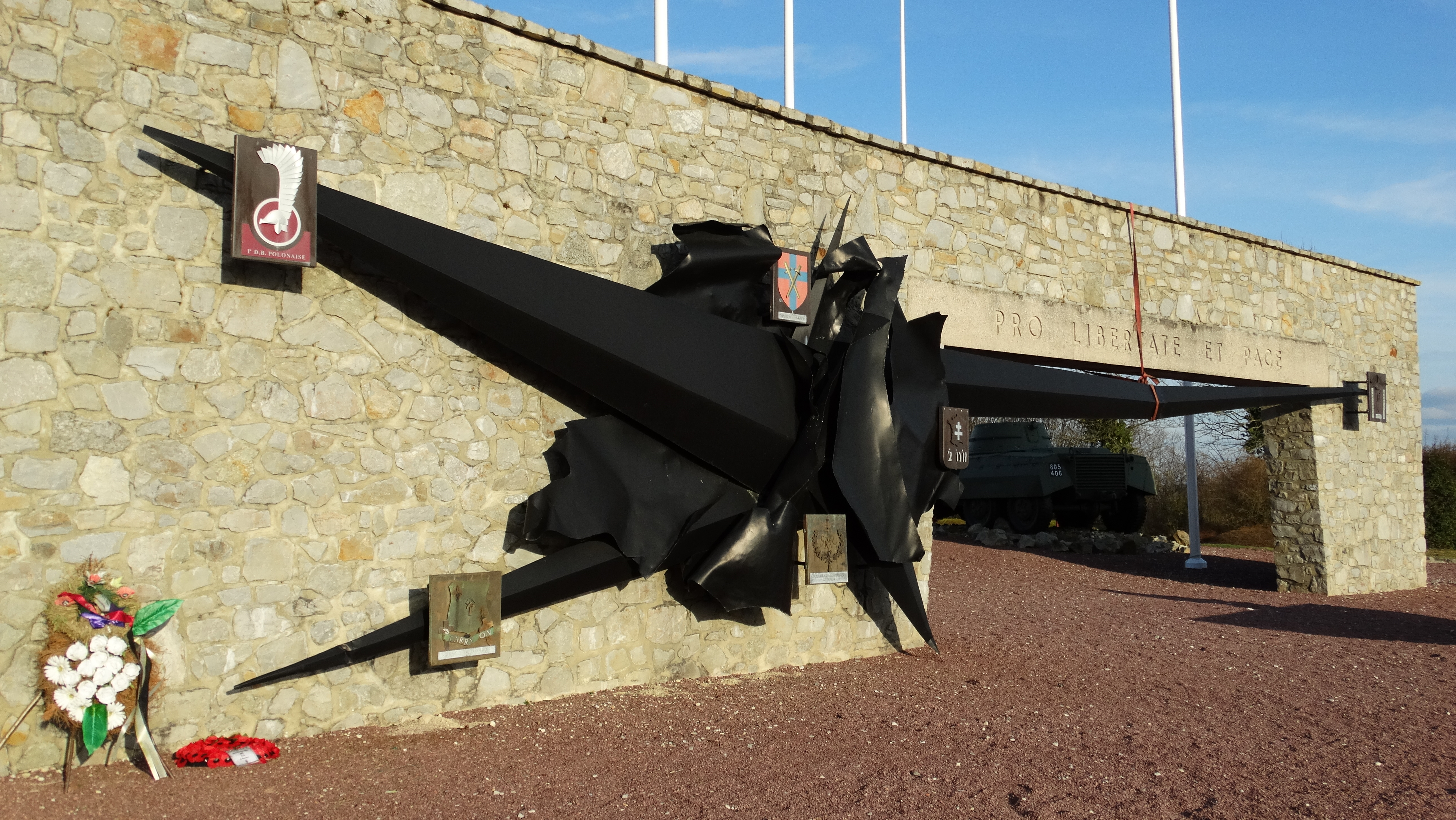
Mahnmal von Coudehard-Mont-Ormel

## Verkehr
Mont-Ormel liegt abseits größerer Verkehrsachsen. Die Departementsstraße D 16 durchquert das nordöstliche Gemeindegebiet und führt nach Südwesten zu Chambois einem Ortsteil von Gouffern en Auge und nach Vimoutiers über Champosoult im Nordosten. Die nachgeordnete Departementsstraße D 711 und lokale Landstraßen verbinden die Weilern der Gemeinde und die Nachbargemeinden.